# Fall in Line
«Fall in Line» — сингл американской певицы Кристины Агилеры при участии певицы Деми Ловато с её восьмого студийного альбома Liberation. Песня представляет собой своеобразный феминистический гимн, прославляющий расширение прав и возможностей женщин

## Информация о песне
По словам Кристины Агилеры, она написала эту песню за несколько лет до появления движений Time’s Up и Me Too, «эту песню необходимо было услышать», поскольку Кристина хотела стать тем голосом, которым не могла быть во время детства певицы её мать, «защитником женщин, и всех, кому сложно подать голос». Песня «Fall in Line» стала своеобразным сиквелом хита Агилеры 2003 года «Can’t Hold Us Down» и продолжает развивать тему прав и возможностей женщин. В качестве интро для песни выступает трек «Dreamers», где группа молодых девушек декламирует свои цели — стать журналистом, быть услышанной, стать президентом и другие.
Премьера песни «Fall in Line» состоялась 16 мая 2018, тогда же был издан цифровой сингл. В своём Твиттере Кристина Агилера написала следующее посвящение: «Всем, кого когда-либо затыкали и подавляли, искателям истины и смелым мыслителям… освободите свой голос и сломайте шаблон, никогда не отступайте и никогда не подстраивайтесь».
Видеоклип к песне, снятый Люком Гилфордом, вышел в свет 23 мая 2018 года.

## Критика
В отзыве журнала Rolling Stone отмечается «выдающийся» вокал обеих певиц. В журнале Billboard песня характеризуется как «возвышенный, придающий силы гимн».. В издании Refinery29 говорится, что в «Fall in Line» трек Агилеры «Beautiful» встречает «Sorry Not Sorry» Ловато, и обе певицы «больше не собираются просить прощения».

## Позиции в чартах
| Чарт (2018)                            | Наивысшая позиция |
| -------------------------------------- | ----------------- |
| Канада (Billboard Canadian Hot 100)    | 97                |
| Франция (SNEP)                         | 130               |
| Greece Digital Singles (IFPI Greece)   | 37                |
| Венгрия (Single Top 40)                | 17                |
| Шотландия (OCC Scotland)               | 56                |
| Spain Digital Singles (PROMUSICAE)     | 21                |
| Швейцария (Schweizer Hitparade)        | 86                |
| Великобритания (OCC UK Singles)        | 99                |
| США (Billboard Bubbling Under Hot 100) | 1                 |
| США (Billboard Digital Song Sales)     | 17                |

## Хронология издания
| Страна | Дата         | Формат                         | Лейбл | Ссылка |
| ------ | ------------ | ------------------------------ | ----- | ------ |
| Мир    | 16 мая 2018  | цифровая дистрибуция стриминг  | RCA   | [ 1 ]  |
| Италия | 16 мая 2018  | радио                          | Sony  | [ 29 ] |
| США    | 28 мая 2018  | радио (Hot adult contemporary) | RCA   | [ 30 ] |
| США    | 19 июня 2018 | радио (Contemporary hit radio) | RCA   | [ 31 ] |